# أل فيتش
أل فيتش (بالإنجليزية: Alfred Fitch)‏ هو منافس ألعاب قوى أمريكي، ولد في 1 ديسمبر 1912 في نيويورك في الولايات المتحدة، وتوفي في 17 فبراير 1981 في أورانج في الولايات المتحدة.

## وصلات خارجية
- أل فيتش على موقع أوليمبيديا (الإنجليزية)